# Torino Calcio 1983-1984
Questa voce raccoglie le informazioni riguardanti il Torino Calcio nelle competizioni ufficiali della stagione 1983-1984.

## Stagione
Nella stagione 1983-1984 il Torino è allenato da Eugenio Bersellini ed ottiene il quinto posto con 33 punti, alle spalle della Juventus, Campione d'Italia, di Roma, Fiorentina ed Inter. Sugli scudi i due stranieri del Toro, l'austriaco Walter Schachner autore di 16 reti in stagione, equamente divise tra Coppa Italia e campionato, e dell'argentino Patricio Hernández autore di 14 reti, delle quali 3 in Coppa Italia e 11 in campionato. Un Torino a due facce, ottimo nel girone di andata con 22 punti raccolti, secondo in classifica, appena dietro la Juventus, e deludente nel girone discendente con 13 punti ottenuti. Il quinto posto finale fotografa le due facce ben diverse di questa medaglia.
In Coppa Italia il Torino vince, prima del campionato, il sesto girone di qualificazione, in primavera negli ottavi di finale elimina il Varese, in estate nei quarti di finale elimina la Sampdoria. In semifinale cede nel doppio confronto con la Roma, che poi in finale supera il Verona, e vince la Coppa Italia.

## Divise e sponsor
Nella stagione 1983-1984, il Torino ebbe come sponsor tecnico Tixo Sport e come sponsor principale Ariostea.
| Casa | Trasferta |

## Organigramma societario
- Presidente:
  - Sergio Rossi
- Segretario:
  - Federico Bonetto

- Direttore generale:
  - Luciano Moggi
- Allenatore:
  - Eugenio Bersellini

## Rosa
| N. |                   | Ruolo | Calciatore          |
| -- | ----------------- | ----- | ------------------- |
|    | Italia (bandiera) | P     | Renato Copparoni    |
|    | Italia (bandiera) | P     | Giuliano Terraneo   |
|    | Italia (bandiera) | D     | Silvano Benedetti   |
|    | Italia (bandiera) | D     | Paolo Beruatto      |
|    | Italia (bandiera) | D     | Antonio Comi        |
|    | Italia (bandiera) | D     | Giancarlo Corradini |
|    | Italia (bandiera) | D     | Luigi Danova        |
|    | Italia (bandiera) | D     | Giacomo Ferri       |
|    | Italia (bandiera) | D     | Giovanni Francini   |
|    | Italia (bandiera) | D     | Roberto Galbiati    |
|    | Italia (bandiera) | D     | Silvio Picci        |

| N. |                      | Ruolo | Calciatore                   |
| -- | -------------------- | ----- | ---------------------------- |
|    | Italia (bandiera)    | D     | Marco Rossi                  |
|    | Italia (bandiera)    | C     | Domenico Caso                |
|    | Italia (bandiera)    | C     | Giuseppe Dossena             |
|    | Argentina (bandiera) | C     | Patricio Hernández           |
|    | Italia (bandiera)    | C     | Marco Osio                   |
|    | Italia (bandiera)    | C     | Danilo Pileggi               |
|    | Italia (bandiera)    | C     | Ezio Rossi                   |
|    | Italia (bandiera)    | C     | Renato Zaccarelli (capitano) |
|    | Italia (bandiera)    | A     | Pietro Mariani               |
|    | Austria (bandiera)   | A     | Walter Schachner             |
|    | Italia (bandiera)    | A     | Franco Selvaggi              |

## Calciomercato

### Sessione estiva
| Acquisti | Acquisti          | Acquisti  | Acquisti      |
| R.       | Nome              | a         | Modalità      |
| -------- | ----------------- | --------- | ------------- |
| D        | Giovanni Francini | Reggiana  | fine prestito |
| C        | Domenico Caso     | Perugia   | definitivo    |
| C        | Danilo Pileggi    | Cagliari  | definitivo    |
| C        | Claudio Sclosa    | Bologna   | fine prestito |
| A        | Pietro Mariani    | Catanzaro | fine prestito |
| A        | Walter Schachner  | Cesena    | definitivo    |

| Cessioni | Cessioni             | Cessioni    | Cessioni   |
| R.       | Nome                 | da          | Modalità   |
| -------- | -------------------- | ----------- | ---------- |
| D        | Roberto Cravero      | Cesena      | prestito   |
| D        | Ezio Rossi           | Lecce       | prestito   |
| D        | Roberto Salvadori    | Alessandria | definitivo |
| D        | Michel van de Korput | Feyenoord   | definitivo |
| C        | Dante Bertoneri      | Avellino    | definitivo |
| C        | Claudio Sclosa       | Como        | prestito   |
| C        | Fortunato Torrisi    | Catania     | definitivo |
| A        | Alessandro Bonesso   | Cesena      | definitivo |
| A        | Carlo Borghi         | Ascoli      | definitivo |

## Risultati

### Serie A

#### Girone di andata
| Catania 11 settembre 1983, ore 15:00 UTC+2 1ª giornata | Catania        | 0 – 0 | Torino | Stadio Cibali (24.100 spett.)\| Arbitro: \| Pieri (Genova) \| |
| Arbitro:                                               | Pieri (Genova) |       |        |                                                               |

| Arbitro: | Lo Bello (Siracusa) |

|              |           |  |
| Beruatto 22’ | Marcatori |  |

| Milano 25 settembre 1983, ore 14:30 UTC+1 3ª giornata | Inter         | 0 – 0 | Torino | Stadio Giuseppe Meazza (51.772 spett.)\| Arbitro: \| Ciulli (Roma) \| |
| Arbitro:                                              | Ciulli (Roma) |       |        |                                                                       |

| Arbitro: | Redini (Pisa) |

|                   |           |                       |
| Hernandez 7’, 39’ | Marcatori | 89’ (aut.) Zaccarelli |

| Avellino 9 ottobre 1983, ore 14:30 UTC+1 5ª giornata | Avellino          | 0 – 0 | Torino | Stadio Partenio (21.492 spett.)\| Arbitro: \| Mattei (Macerata) \| |
| Arbitro:                                             | Mattei (Macerata) |       |        |                                                                    |

| Arbitro: | D'Elia (Salerno) |

|                          |           |             |
| Dossena 60’ Selvaggi 76’ | Marcatori | 67’ Cabrini |

| Arbitro: | Lo Bello (Siracusa) |

|                            |           |               |
| Briaschi 17’ Antonelli 49’ | Marcatori | 88’ Schachner |

| Ascoli Piceno 6 novembre 1983, ore 14:30 UTC+1 8ª giornata | Ascoli        | 0 – 0 | Torino | Stadio Cino e Lillo Del Duca (18.287 spett.)\| Arbitro: \| Longhi (Roma) \| |
| Arbitro:                                                   | Longhi (Roma) |       |        |                                                                             |

| Arbitro: | Menicucci (Firenze) |

|                                                    |           |  |
| Schachner 8’ Dossena 30’ Hernandez 63’ (rig.), 89’ | Marcatori |  |

| Arbitro: | Altobelli (Roma) |

|                    |           |                           |
| Schachner 16’, 26’ | Marcatori | 41’ Birigozzi 71’ Massimi |

| Udine 4 dicembre 1983, ore 14:30 UTC+1 11ª giornata | Udinese          | 0 – 0 | Torino | Stadio Friuli (37.081 spett.)\| Arbitro: \| D'Elia (Salerno) \| |
| Arbitro:                                            | D'Elia (Salerno) |       |        |                                                                 |

| Arbitro: | Redini (Pisa) |

|               |           |                |
| Hernandez 39’ | Marcatori | 41’ Di Gennaro |

| Arbitro: | Barbaresco (Cormons) |

|  |           |             |
|  | Marcatori | 69’ Dossena |

| Arbitro: | Casarin (Milano) |

|                           |           |            |
| Selvaggi 1’ Schachner 60’ | Marcatori | 69’ Renica |

| Napoli 8 gennaio 1984, ore 14:30 UTC+1 15ª giornata | Napoli         | 0 – 0 | Torino | Stadio San Paolo (50.560 spett.)\| Arbitro: \| Pieri (Genova) \| |
| Arbitro:                                            | Pieri (Genova) |       |        |                                                                  |

#### Girone di ritorno
| Arbitro: | Bianciardi (Siena) |

|                        |           |  |
| Selvaggi 24’ Ferri 87’ | Marcatori |  |

| Arbitro: | Barbaresco (Cormons) |

|                                   |           |               |
| Bertoni 21’, 66’ Monelli 45’, 70’ | Marcatori | 35’ Hernandez |

| Arbitro: | Paparesta (Bari) |

|                                                |           |               |
| Hernandez 15’ (rig.), 84’ (rig.) Schachner 33’ | Marcatori | 13’ Collovati |

| Arbitro: | Casarin (Milano) |

|                        |           |             |
| Maldera 28’ Pruzzo 83’ | Marcatori | 31’ Dossena |

| Arbitro: | Longhi (Roma) |

|                                                        |           |                     |
| Selvaggi 17’, 22’ Hernandez 38’ (rig.) Osti 46’ (aut.) | Marcatori | 4’ Schiavi 70’ Diaz |

| Arbitro: | Bergamo (Livorno) |

|                  |           |              |
| Platini 66’, 76’ | Marcatori | 55’ Selvaggi |

| Arbitro: | Mattei (Macerata) |

|                        |           |              |
| Comi 14’ Hernandez 69’ | Marcatori | 50’ Briaschi |

| Torino 18 marzo 1984, ore 15:30 UTC+1 23ª giornata | Torino             | 0 – 0 | Ascoli | Stadio Comunale (24.447 spett.)\| Arbitro: \| Bianciardi (Siena) \| |
| Arbitro:                                           | Bianciardi (Siena) |       |        |                                                                     |

| Arbitro: | Magni (Bergamo) |

|            |           |  |
| D'Amico 5’ | Marcatori |  |

| Arbitro: | Agnolin (Bassano del Grappa) |

|               |           |              |
| Berggreen 40’ | Marcatori | 2’ Schachner |

| Arbitro: | Altobelli (Roma) |

|  |           |            |
|  | Marcatori | 53’ Virdis |

| Arbitro: | Ciulli (Roma) |

|                     |           |                                  |
| Fanna 10’ Bruni 40’ | Marcatori | 8’ (aut.) Fontolan 52’ Schachner |

| Arbitro: | Leni (Perugia) |

|                      |           |                          |
| Hernandez 11’ (rig.) | Marcatori | 31’ Carotti 63’ Blissett |

| Arbitro: | Bianciardi (Siena) |

|                            |           |              |
| Vierchowod 42’ Mancini 60’ | Marcatori | 40’ Selvaggi |

| Arbitro: | Sguizzato (Verona) |

|                          |           |            |
| Dossena 19’ Beruatto 42’ | Marcatori | 37’ Dirceu |

### Coppa Italia

#### Fase a gironi
| Arbitro: | Altobelli (Roma) |

|  |           |                                       |
|  | Marcatori | 38’, 70’, 75’, 89’ Schachner 49’ Caso |

| Arbitro: | Esposito (Torre del Greco) |

|                                               |           |  |
| Selvaggi 15’ Dossena 31’ Hernandez 71’ (rig.) | Marcatori |  |

| Arbitro: | D'Elia (Salerno) |

|                        |           |                             |
| De Stefanis 36’ (rig.) | Marcatori | 44’ Schachner 81’ Hernandez |

| Arbitro: | Angelelli (Terni) |

|                    |           |                           |
| Ambu 20’ Ronco 71’ | Marcatori | 13’ Schachner 88’ Dossena |

| Torino 4 settembre 1983, ore 20:30 UTC+2 5ª giornata | Torino            | 0 – 0 | Genoa | Stadio Comunale\| Arbitro: \| Mattei (Macerata) \| |
| Arbitro:                                             | Mattei (Macerata) |       |       |                                                    |

#### Fase a eliminazione diretta
| Arbitro: | Benedetti (Roma) |

|            |           |  |
| Auteri 63’ | Marcatori |  |

| Arbitro: | Lanese (Messina) |

|                                 |           |  |
| Schachner 49’, 55’ Selvaggi 75’ | Marcatori |  |

| Arbitro: | Altobelli (Roma) |

|            |           |                      |
| Mancini 1’ | Marcatori | 20’ (rig.) Hernandez |

| Torino 10 giugno 1984, ore 20:30 UTC+2 Quarti di finale - Ritorno | Torino           | 0 – 0 | Sampdoria | Stadio Comunale (27.815 spett.)\| Arbitro: \| D'Elia (Salerno) \| |
| Arbitro:                                                          | D'Elia (Salerno) |       |           |                                                                   |

| Arbitro: | Bergamo (Livorno) |

|              |           |                            |
| Selvaggi 55’ | Marcatori | 6’ Conti 51’, 80’ Strukelj |

| Arbitro: | Lo Bello (Siracusa) |

|           |           |  |
| Conti 79’ | Marcatori |  |

## Statistiche

### Statistiche di squadra
| Competizione | Punti | In casa | In casa | In casa | In casa | In casa | In casa | In trasferta | In trasferta | In trasferta | In trasferta | In trasferta | In trasferta | Totale | Totale | Totale | Totale | Totale | Totale | DR  |
| Competizione | Punti | G       | V       | N       | P       | Gf      | Gs      | G            | V            | N            | P            | Gf           | Gs           | G      | V      | N      | P      | Gf     | Gs     | DR  |
| ------------ | ----- | ------- | ------- | ------- | ------- | ------- | ------- | ------------ | ------------ | ------------ | ------------ | ------------ | ------------ | ------ | ------ | ------ | ------ | ------ | ------ | --- |
| Serie A      | 33    | 15      | 10      | 3       | 2       | 28      | 14      | 15           | 1            | 8            | 6            | 9            | 16           | 30     | 11     | 11     | 8      | 37     | 30     | +7  |
| Coppa Italia | -     | 5       | 2       | 2       | 1       | 7       | 3       | 6            | 2            | 2            | 2            | 10           | 6            | 11     | 4      | 4      | 3      | 17     | 9      | +8  |
| Totale       | -     | 20      | 12      | 5       | 3       | 35      | 17      | 21           | 3            | 10           | 8            | 19           | 22           | 41     | 15     | 15     | 11     | 54     | 39     | +15 |

### Statistiche dei giocatori
| Giocatore     | Serie A  | Serie A | Serie A     | Serie A    | Coppa Italia | Coppa Italia | Coppa Italia | Coppa Italia | Totale   | Totale | Totale      | Totale     |
| Giocatore     | Presenze | Reti    | Ammonizioni | Espulsioni | Presenze     | Reti         | Ammonizioni  | Espulsioni   | Presenze | Reti   | Ammonizioni | Espulsioni |
| ------------- | -------- | ------- | ----------- | ---------- | ------------ | ------------ | ------------ | ------------ | -------- | ------ | ----------- | ---------- |
| S. Benedetti  | 1        | 0       | ?           | ?          | 1            | 0            | ?            | ?            | 2        | 0      | ?           | ?          |
| P. Beruatto   | 28       | 2       | ?           | ?          | 10           | 0            | ?            | ?            | 38       | 2      | ?           | ?          |
| D. Caso       | 30       | 0       | ?           | ?          | 11           | 1            | ?            | ?            | 41       | 1      | ?           | ?          |
| A. Comi       | 11       | 1       | ?           | ?          | 5            | 0            | ?            | ?            | 16       | 1      | ?           | ?          |
| R. Copparoni  | 0        | -0      | 0           | 0          | 0            | -0           | 0            | 0            | 0        | -0     | 0           | 0          |
| G. Corradini  | 25       | 0       | ?           | ?          | 11           | 0            | ?            | ?            | 36       | 0      | ?           | ?          |
| L. Danova     | 29       | 0       | ?           | ?          | 10           | 0            | ?            | ?            | 39       | 0      | ?           | ?          |
| G. Dossena    | 30       | 5       | ?           | ?          | 11           | 2            | ?            | ?            | 41       | 7      | ?           | ?          |
| G. Ferri      | 3        | 1       | ?           | ?          | 2            | 0            | ?            | ?            | 5        | 1      | ?           | ?          |
| G. Francini   | 15       | 0       | ?           | ?          | 6            | 0            | ?            | ?            | 21       | 0      | ?           | ?          |
| R. Galbiati   | 27       | 0       | ?           | ?          | 11           | 0            | ?            | ?            | 38       | 0      | ?           | ?          |
| P. Hernández  | 29       | 11      | ?           | ?          | 11           | 3            | ?            | ?            | 40       | 14     | ?           | ?          |
| M. Osio       | 1        | 0       | ?           | ?          | 0            | 0            | 0            | 0            | 1        | 0      | 0+          | 0+         |
| S. Picci      | 4        | 0       | ?           | ?          | 2            | 0            | ?            | ?            | 6        | 0      | ?           | ?          |
| D. Pileggi    | 26       | 0       | ?           | ?          | 8            | 0            | ?            | ?            | 34       | 0      | ?           | ?          |
| M. Rossi      | 2        | 0       | ?           | ?          | 0            | 0            | 0            | 0            | 2        | 0      | 0+          | 0+         |
| W. Schachner  | 30       | 8       | ?           | ?          | 11           | 8            | ?            | ?            | 41       | 16     | ?           | ?          |
| F. Selvaggi   | 26       | 7       | ?           | ?          | 10           | 3            | ?            | ?            | 36       | 10     | ?           | ?          |
| G. Terraneo   | 30       | -30     | ?           | ?          | 11           | -9           | ?            | ?            | 41       | -39    | ?           | ?          |
| R. Zaccarelli | 24       | 0       | ?           | ?          | 7            | 0            | ?            | ?            | 31       | 0      | ?           | ?          |

## Giovanili

La rosa della squadra Primavera

### Piazzamenti
- Primavera:
  - Campionato: ?
  - Coppa Italia: vincitore
  - Torneo di Viareggio: vincitore